# Kanton Piney
Kanton Piney (fr. Canton de Piney) byl francouzský kanton v departementu Aube v regionu Champagne-Ardenne. Tvořilo ho 11 obcí. Zrušen byl po reformě kantonů 2014.

## Obce kantonu
- Assencières
- Bouy-Luxembourg
- Brévonnes
- Dosches
- Géraudot
- Luyères
- Mesnil-Sellières
- Onjon
- Piney
- Rouilly-Sacey
- Val-d'Auzon